# پریدن از ارتفاع کم
پریدن از ارتفاع کم نخستین فیلم بلند حامد رجبی در مقام کارگردانی است که تهیه کنندگی آن بر عهده مجید برزگر
می‌باشد این فیلم محصول سال ۱۳۹۳ ایران است.

## داستان
نهال که چهارماهه حامله است، ناگهان می‌فهمد که جنین در شکمش مرده. سکوت می‌کند و تصمیم می‌گیرد از این ماجرا به کسی چیزی نگوید.

## نقش ها
- رامبد جوان در نقش بابک
- نگار جواهریان در نقش نهال
- مهری آل‌آقا در نقش مادر نهال
- محمود بهروزیان در نقش پدر نهال
- افشین لیاقت
- صدف احمدی در نقش نگار
- شفق شکری در نقش خواهر نهال

## جوایز و نامزد ها
| سال  | جایزه                        | رده             | نامزد شده | نتیجه    |
| ---- | ---------------------------- | --------------- | --------- | -------- |
| ۲۰۱۵ | جشنواره بین‌المللی فیلم برلین | جایزه FIPRESCI  | حامد رجبی | برنده    |
| ۲۰۱۵ | جشنواره بین‌المللی فیلم برلین | بهترین فیلم اول | حامد رجبی | نامزدشده |